# Volodímirivka (Volnovaja)
Volodímirivka (en ucraniano: Володимирівка; en ruso: Владимировка, romanizado: Vladímirovka) es un asentamiento de tipo urbano ucraniano perteneciente al óblast de Donetsk. Situado en el este del país, hasta 2020 y después de esta fecha, Volodímirivka es parte del raión de Volnovaja y del municipio (hromada) de Oljinka.
El asentamiento se encuentra ocupado por Rusia desde marzo de 2022 en el marco de la invasión rusa de Ucrania. 

## Geografía
Volodímirivka se encuentra a orillas del río Kashlajach, 16 km al noroeste de Volnovaja y 43 km al suroeste de Donetsk.

## Historia
Volodímirvka fue fundado en 1840. El pueblo recibió el estatus de asentamiento de tipo urbano en 1938. Hay una gran fábrica de arcilla refractaria en el pueblo, que tiene su propia conexión ferroviaria.
En la guerra del Dombás, las fuerzas ucranianas mantuvieron el control de Volodímirivka a pesar de que también hubo combates en el asentamiento el 22 de mayo de 2014 (protagonizados por la 51.ª brigada mecanizada independiente).
Desde marzo de 2022, al comienzo de la invasión rusa de Ucrania, las tropas rusas se hicieron con el control de Volodímirivka y pasando a estar administrada por la autoproclamada República Popular de Donetsk.

## Demografía
La evolución de la población de Volodímirivka entre 2001 y 2022 fue la siguiente:
| 7243                                                          | 6698 | 6401 | 6325 | 6047 |
| (Fuente: Cities & Towns of Ukraine y UKRAINE: Größere Städte) |      |      |      |      |

Según el censo de 2001, la lengua materna de la mayoría de los habitantes, el 67,1%, es el ucraniano; del 32,39% es el ruso.

## Infraestructura

### Educación
Hay dos escuelas secundarias de niveles I-III en Volodímirivka.

### Transporte
Volodímirivka tiene una carretera local que conecta con Volnovaja.